# Ставкове (Миколаївська селищна громада)
Ставкове (до 18 лютого 2016 — Воровського) — село Миколаївської селищної громади у Березівському районі Одеської області в Україні. Населення становить 179 осіб.
4 лютого 2016 Верховна Рада ухвалила постанову про перейменування окремих населених пунктів та районів (№ 3854): село Воровського перейменовується на Ставкове.

## Населення
Згідно з переписом УРСР 1989 року чисельність наявного населення села становила 203 особи, з яких 99 чоловіків та 104 жінки.
За переписом населення України 2001 року в селі мешкало 179 осіб.

### Мова
Розподіл населення за рідною мовою за даними перепису 2001 року:
| Мова       | Відсоток |
| ---------- | -------- |
| українська | 87,71 %  |
| молдовська | 7,26 %   |
| російська  | 4,47 %   |
| болгарська | 0,56 %   |